# Grupo Internacional Gay
El Grupo Internacional Gay (GIG o Gay International Group) es una estructura con base en Ginebra, Suiza, que tiene por objetivo ofrecer un espacio informal de encuentro para los gais extranjeros en Ginebra que sean expatriados, internacionales o turistas. 
Oficialmente registrado en el Centro Internacional de Bienvenida de Ginebra (CAGI- por sus siglas en francés) el grupo tiene un total de cerca de 500 miembros de más de 100 países y de todos los continentes y provenientes principalmente de la ONU y sus agencias, representando una gran variedad de profesiones e intereses.
El grupo fue creado en 1994 y está afiliado a la asociación 360, una asociación LGBT miembro, a nivel suizo de Pink Cross y a nivel internacional, del ILGA.
El GIG es el único de los grupos LGBT o gay dentro de la comunidad homosexual en Ginebra que está dedicado únicamente a los gais extranjeros. Sus actividades son: 
- Cenas (bufetts de tipo Canadiense) organizados dos veces por mes viernes/sábados
- Eventos culturales: Conciertos, opera, visitas a museos y lugares etc.
- Restaurants, discos, cine, teatro, etc.
- Vacaciones, viajes, week-ends, picnics, paseos etc.
- Actividades deportivas como la natación, etc.

El GIG provee igualmente de:
- Información a personas No- francoparlantes
- Información sobre los derechos de los homosexuales en las ONG o OI
- Informaciones sobre el PACS/partenariado/permisos de estadía
- Consejos y novedades sobre lo que pasa en Ginebra
- Información sobre el derecho de voto en Ginebra (para los extranjeros con residencia en Ginebra de más de 8 años)
- Información sobre gay turismo en Suiza o en la región de Ginebra

### Ginebra
- Dialogai (gais)
- Lestime (lesbianas)
- 360° (lgbt)

### Suiza francófona
- Lilith (lesbianas)
- Vogay (lg)

### Suiza
- Pink Cross (asociación nacional gay de Suiza)
- Lesbische Organisation Schweiz (asociación nacional lesbiana de Suiza)

### Europe
- ILGA (International Lesbian and Gay Association - Europa)

### Mundo
- ILGA (International Lesbian and Gay Association)

- Datos: Q5653820